# 揖斐藩
揖斐藩（日语：／ Ibi han */?）是日本江戶時代的一個藩。位於美濃國揖斐郡（今岐阜縣揖斐郡），藩祖是西尾光教，家格屬於外樣大名。
藩祖西尾光教因為在關原之戰中加入東軍在美濃岐阜城攻略戦、攻擊大垣城時立功，加上居城曾根城被西軍的大谷吉繼燒毀，戰後增封至揖斐三萬石。揖斐入封後，西尾光教分給外孫西尾氏教大野、加茂兩郡五千石的領地，在西尾光教死後，由外孫西尾嘉教做為養子繼承，嘉教後於1623年（元和9年）過世，因為沒有兒子繼承，被視為絕嗣，揖斐藩被幕府廢除。

## 歷任藩主
1. 西尾光教
2. 西尾嘉教